# S. Philip Morgan
S. Philip Morgan (* 1953 in Suffolk (Virginia)) ist ein US-amerikanischer Soziologe und Demograph.

## Werdegang
Morgan wurde in Suffolk in Virginia geboren und wuchs in einer bäuerlichen Familie im Gates County in North Carolina auf. Nach dem Schulabschluss studierte er kurzzeitig Rechnungswesen an der University of North Carolina at Chapel Hill (UNC). Nach einjährigem Aufenthalt am Chowan College kehrte er wieder an die UNC zurück und nahm ein Studium der Soziologie auf, das er 1976 mit einem Bachelor abschloss. Anschließend wechselte er an die University of Arizona, an der er 1978 zunächst einen Masterabschluss in Soziologie erwarb und schließlich 1980 unter der Betreuung von Michael Hout promoviert wurde. Im Anschluss erhielt Morgan an der UNC eine Stelle als Postdoktorand bei Ronald Rindfuss am Carolina Population Center.
Im September 1983 wurde er Assistant Professor für Soziologie an der University of Georgia, ehe er knapp ein Jahr später im August 1984 in gleicher Position an die University of Pennsylvania wechselte. 1988 wurde er dort zunächst auf eine Stelle als Associate Professor befördert, bevor ihn die Universität 1992 schließlich auf eine volle Professur berief. Daneben verbrachte er als Gastwissenschaftler von 1990 bis 1991 und erneut 1997 an der Australian National University sowie 1992 an der Princeton University jeweils mehrmonatige Aufenthalte. Von 1993 bis 1996 fungierte er an der University of Pennsylvania zudem als Fachbereichsvorsitzender für Soziologie. 1998 wechselte Morgan als Professor für Soziologie an die Duke University. Von 2002 bis 2008 war er dort ebenfalls Vorsitzender des Fachbereichs für Soziologie und übernahm 2008 eine Leitungsstelle am dortigen Social Science Research Institute. Nach 14 Jahren verließ er die Duke University im Sommer 2012 wieder und kehrte an die University of North Carolina-Chapel Hill zurück, an dem er neben einer Professur für Soziologie auch die Leitung des Carolina Population Center übernahm. 2018 wurde er dort emeritiert.
Innerhalb seines Fachgebiets amtierte Morgan 2003 als Präsident der Population Association of America und von 1998 bis 1999 als Vorsitzender der Sektion für Bevölkerungswissenschaft der American Sociological Association. Des Weiteren gehörte er dem Redaktionsrat mehrerer Fachzeitschriften an und fungierte von 1998 bis 2001 als Chefredakteur der Zeitschrift Demography.
Seit Anfang der 2010er Jahre betreibt Morgan darüber hinaus gemeinsam mit seiner Ehefrau und zwei seiner drei Söhne eine Kunstgalerie in North Carolina.

## Werk und Rezeption
In seiner Forschung beschäftigt sich Morgan schwerpunktmäßig mit der Entwicklung der Fertilität in verschiedenen Gesellschaften und ihrer Beeinflussung durch soziale Institutionen, gruppenspezifische strukturelle und kulturelle Faktoren sowie soziale Erwartungen. In einer Reihe von Veröffentlichungen Anfang der 1980er Jahre lenkte er Aufmerksamkeit auf die Rolle von Unsicherheit von Menschen über ihre reproduktiven Absichten vor dem Hintergrund der bisherigen Forschung, die hierbei von einer beabsichtigten Handlung ausging. Einen weiteren Schwerpunkt seiner Forschung bildet die Familiensoziologie, in welchem Kontext er sich unter anderem mit dem Wandel von Familienmodellen über die Zeit, mit Ehescheidungen und mit der Elternschaft von Minderjährigen wissenschaftlich befasste.
Laut Google Scholar wurden die Veröffentlichungen Morgans bisher über 21.000 Mal in anderen wissenschaftlichen Arbeiten zitiert, mit einem h-Index von 67. Sein meistzitiertes Werk ist dabei das 1987 gemeinsam mit Frank Furstenberg und Jeanne Brooks-Gunn veröffentlichte Buch Adolescent Mothers in Later Life, in dem die Autoren den Werdegang von Müttern, die im Teenager-Alter schwanger wurden, und von deren Kindern über die Zeit nachverfolgen. Bisher verweisen ca. 1900 andere Arbeiten auf dieses Werk.
Für sein wissenschaftliches Werk wurde Morgan unter anderem 2011 von der Sektion für Familiensoziologie der American Sociological Association mit einem Distinguished Carreer Award geehrt. Auf Spende von Kollegen und Studierenden ehrte ihn die Population Association of America 2016 als Honored Member.

## Werke (Auswahl)
- Mit Frank Furstenberg und Jenna Brooks-Gunn: Adolescent Mothers in Later Life. Cambridge University Press, 1987.
- Mit Ronald Rindfuss und C. Gray Swicegood: First Births in America: Changes in the Timing of Parenthood. University of California Press, 1988.
- Mit Jenna Johnson-Hanks, Christine Bachrach und Hans-Peter Kohler: Understanding Family Change and Variation: Toward a Theory of Conjunctural Action. Springer, 2011.